# Liste der Monuments historiques in La Bastide-des-Jourdans
Die Liste der Monuments historiques in La Bastide-des-Jourdans führt die Monuments historiques in der französischen Gemeinde La Bastide-des-Jourdans auf.

## Liste der Bauwerke
| Bezeichnung                                  | Beschreibung | Standort                   | Kennzeichnung | Schutzstatus | Datum | Bild           |
| -------------------------------------------- | ------------ | -------------------------- | ------------- | ------------ | ----- | -------------- |
| Kapelle Notre-Dame-de-Consolation            |              | quartier Notre Dame (Lage) | PA00081959    | Classé       | 1942  | weitere Bilder |
| Kapelle Notre-Dame de la Cavalerie de Limaye |              | quartier Cavalerie (Lage)  | PA00081960    | Inscrit      | 1989  |                |

## Liste der Objekte
- Monuments historiques (Objekte) in La Bastide-des-Jourdans in der Base Palissy des französischen Kulturministeriums (französisch)